# Hendecàedre

l'hendecaedre bisimètric conté 11 cares.

Un hendecàedre o hendecaedre és un políedre que té onze cares. Hi ha moltes formes topològicament diferents d'hendecaedres com, per exemple, la piràmide decagonal o el prisma enneagonal.
Tres formes són sòlids de Johnson: el prisma hexagonal augmentat, el prisma triangular biaugmentat i la piràmide pentagonal elongada.